# Bernardí II Polentani
Bernardí II Polentani fou fill i successor de Guiu III Polentani.
El 1389 Guiu III fou empresonat pels sis fills, Bernardí II Polentani, Ostasi II Polentani, Obizzo Polentani, Aldobrandí Polentani, Azzo Polentani i Pere Polentani, i fou deixat morir de gana a la cel·la (1389).
Bernardí va morir el 1400. Estava casat amb Llucia della Scala de Verona (morta el 1384) de la que havia tingut un fill, Guiu, que va morir infant el 1383; en segones noces es va casar amb Eleonora del Carretto, amb la que també va tenir un fill Guiu, que només li va sobreviure uns mesos.